# جوزيف هنتر
جوزيف هنتر هو سياسي كندي، ولد في 7 مايو 1839، وتوفي في 8 أبريل 1935.